# About:
about: je URI schéma používané v různých internetových prohlížečích k nastavování vnitřních funkcí nebo easter eggs. Identifikátory URI se většinou v jednotlivých prohlížečích liší, mezi univerzálnější identifikátory patří about:blank vykreslující prázdnou stránku nebo about:, který vypíše informace o prohlížeči. Od roku 2010 se pracuje na standardizaci schématu.